# Язикове
Язикове — селище в Україні, у Барвінківській міській громаді Ізюмського району Харківської області. Населення становить 90 осіб (2001). До 2020 року орган місцевого самоврядування — Подолівська сільська рада.

## Географія
Селище Язикове розташоване за 178 км від обласного центру, 57 км від районного центру та 12 км від міста Барвінкове, на правому березі річки Сухий Торець, на протилежному березі знаходиться село Архангелівка, примикає до села Подолівка. Через селище пролягає електрифікована залізнична лінія Лозова — Слов'янськ, на якій розташована однойменна залізнична станція .

## Історія
У 1869 році, під час відкриття руху поїздів залізницею, почали діяти станції Гаврилівка, Язикове, Барвінкове, Гусарівка. Поруч із залізницею, у 1923 році, і засноване село Язикове.
12 червня 2020 року, відповідно до Розпорядження Кабінету Міністрів України  № 725-р «Про визначення адміністративних центрів та затвердження територій територіальних громад Харківської області», увійшло до складу Барвінківської міської територіальної громади.
19 липня 2020 року, в результаті адміністративно-територіальної реформи та ліквідації Барвінківського району, селище увійшло до складу Ізюмського району.